# Wereldkampioenschap crosstriatlon
Het wereldkampioenschap crosstriatlon is een jaarlijks kampioenschap georganiseerd door de World Triathlon voor crosstriatleten.

## Historiek
Het eerste wereldkampioenschap werd georganiseerd in het Spaanse Guijo de Granadilla in 2011.

## Erelijst

### Heren
| Editie | Jaar | Locatie             | Goud              | Zilver            | Brons            |
| ------ | ---- | ------------------- | ----------------- | ----------------- | ---------------- |
| 1      | 2011 | Guijo de Granadilla | Conrad Stoltz     | Seth Wealing      | Olivier Marceau  |
| 2      | 2012 | Pelham              | Conrad Stoltz     | Craig Evans       | Christopher Legh |
| 3      | 2013 | Den Haag            | Conrad Stoltz     | Rubén Ruzafa      | Brice Daubord    |
| 4      | 2014 | Zittau              | Rubén Ruzafa      | Josiah Middaugh   | Braden Currie    |
| 5      | 2015 | Cagliari            | Rubén Ruzafa      | Francisco Serrano | Sam Osborne      |
| 6      | 2016 | Snowy Mountains     | Rubén Ruzafa      | Josiah Middaugh   | Braden Currie    |
| 7      | 2017 | Penticton           | Francisco Serrano | Rubén Ruzafa      | Kyle Smith       |
| 8      | 2018 | Funen               | Rubén Ruzafa      | Sam Osborne       | Brice Daubord    |
| 9      | 2019 | Pontevedra          | Arthur Forissier  | Rubén Ruzafa      | Lukáš Kočař      |
| 10     | 2020 | Almere              |                   |                   |                  |

### Dames
| Editie | Jaar | Locatie             | Goud               | Zilver               | Brons               |
| ------ | ---- | ------------------- | ------------------ | -------------------- | ------------------- |
| 1      | 2011 | Guijo de Granadilla | Melanie McQuaid    | Shonny Vanlandingham | Emma Garrard        |
| 2      | 2012 | Pelham              | Lesley Paterson    | Melanie McQuaid      | Carla Van Huyssteen |
| 3      | 2013 | Den Haag            | Helena Erbenová    | Lesley Paterson      | Chantell Widney     |
| 4      | 2014 | Zittau              | Kathrin Müller     | Flora Duffy          | Helena Erbenová     |
| 5      | 2015 | Cagliari            | Flora Duffy        | Bárbara Riveros      | Brigitta Poór       |
| 6      | 2016 | Snowy Mountains     | Flora Duffy        | Bárbara Riveros      | Suzanne Snyder      |
| 7      | 2017 | Penticton           | Melanie McQuaid    | Jacqueline Allen     | Ladina Buss         |
| 8      | 2018 | Funen               | Lesley Paterson    | Nicole Walters       | Eleonora Peroncini  |
| 9      | 2019 | Pontevedra          | Eleonora Peroncini | Jacqueline Allen     | Nicole Walters      |
| 10     | 2020 | Almere              |                    |                      |                     |